# Isocianur
Un isocianur (abans anomenat isonitril o carbilamina) és un compost orgànic amb el grup funcional -N≡C. És l'isòmer de la cianida que hi està relacionada (-C≡N), per això el prefix iso. El fragment orgànic està connectat al grup isocianur via l'àtom de nitrogen, no via el de carboni.

## Propietats físiques

Estructura de ressonància d'un isocianur.

Els isocianurs es descriuen per dues estructures de ressonància químiques, una amb un triple enllaç entre el nitrogen i el carboni i una amb doble enllaç entre ells. Els isocianurs són isoelectrònics amb CO. Per tant, el C=N-CR₃ (R = hidrogen o un grup orgànic) és linear. Són susceptibles de polimerització.

### Toxicitat
Mentre alguns isocianurs (per exemple, ciclohexil isocyanida) són tòxiques, altres «no mostren toxicitat apreciable per als mamífers».

## Síntesi d'isocianurs
El primer isocianur, al·lil fou preparat l'any 1859 per reacció del iodur al·lil amb cianida de plata.

## Isocianides que es troben de manera natural
La primera molècula que conté isocianur es va trobar l'any 1957 en el fong Penicillium notatum Westling. El compost xantocil·lina més tard es va usar com antibiòtic. Des d'aleshores s'han aïllat nombroses altres isocianurs: La majoria dels isocianurs marines són terpens, mentre d'altres aïllades d'organismes terrestres són originades d'α-aminoàcids.